# Hörby kortvågsstation

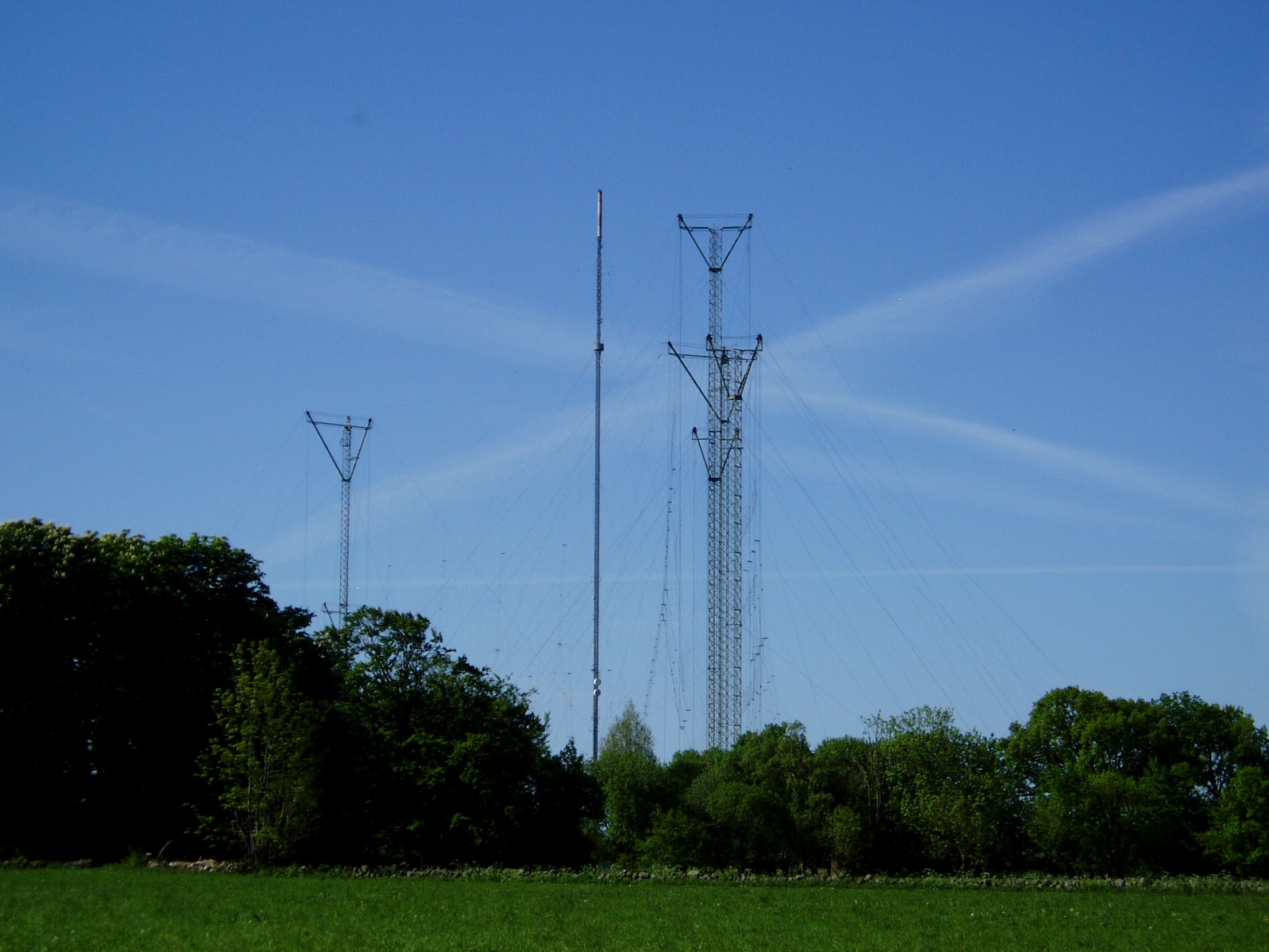
Sändarmaster vid Hörby kortvågsstation.

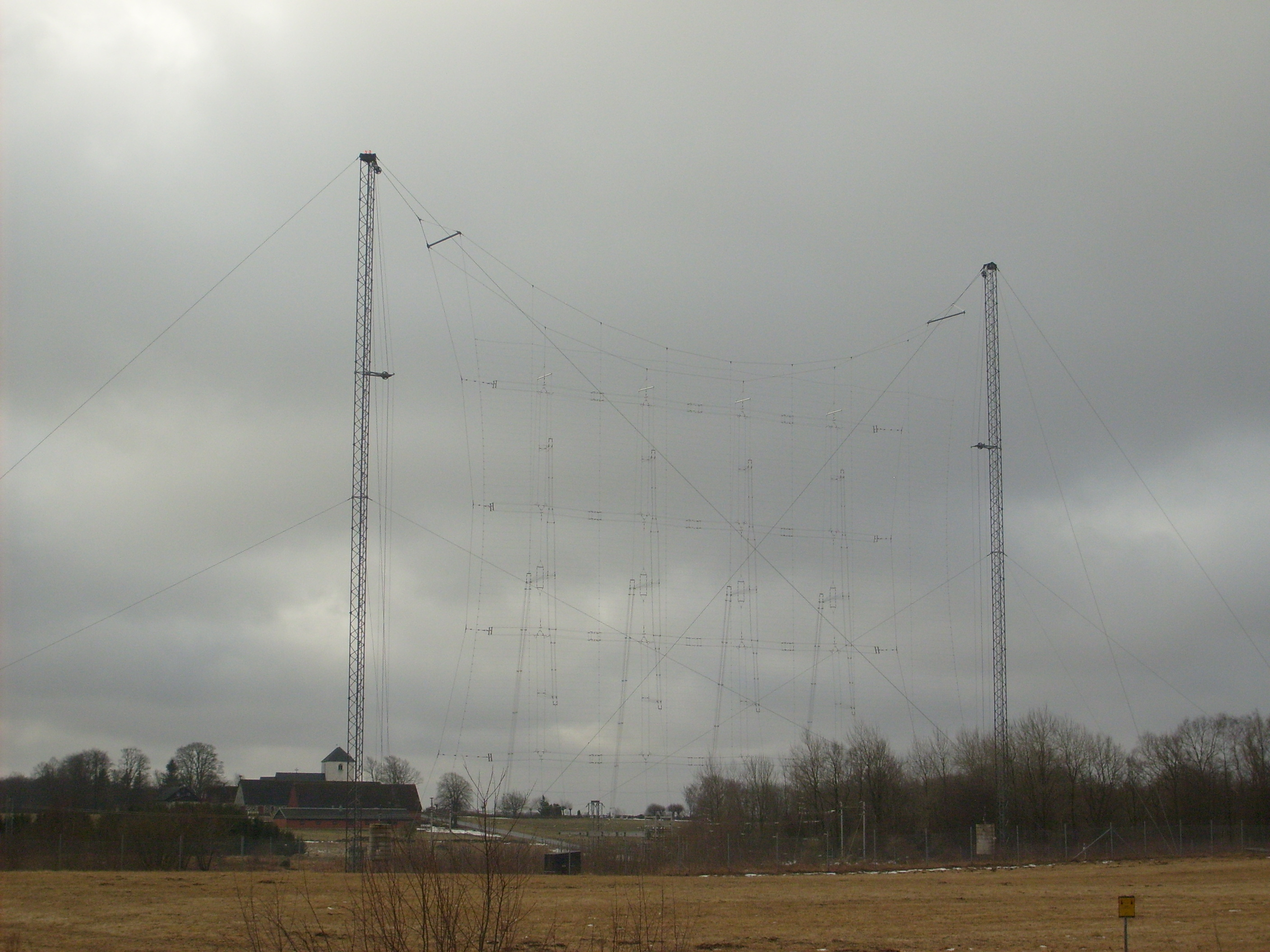
Gardinantenn "G1" vid Hörby kortvågsstation.

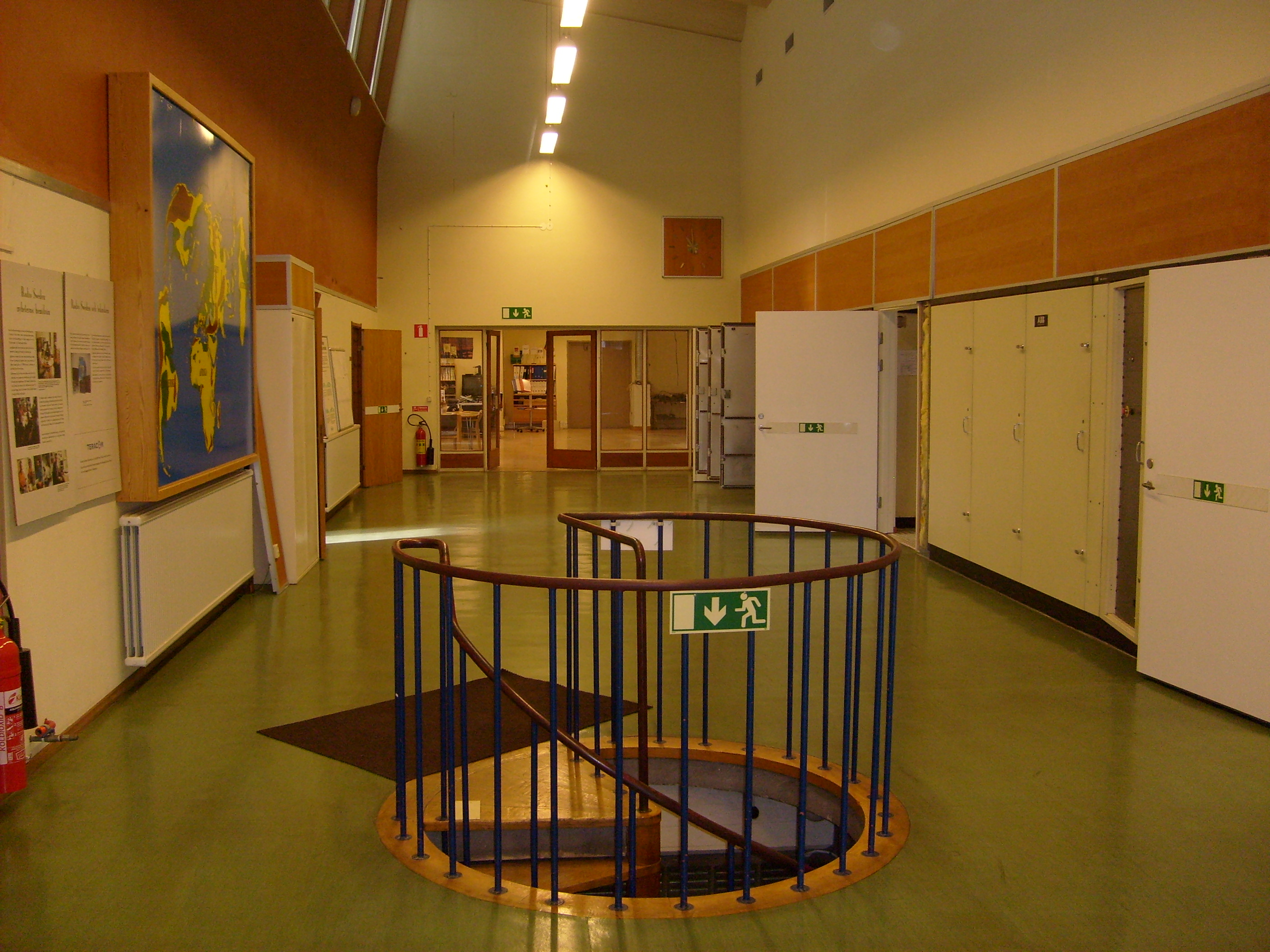
Kortvågssändare av fabrikat ABB/Thales vid Hörby kortvågsstation.

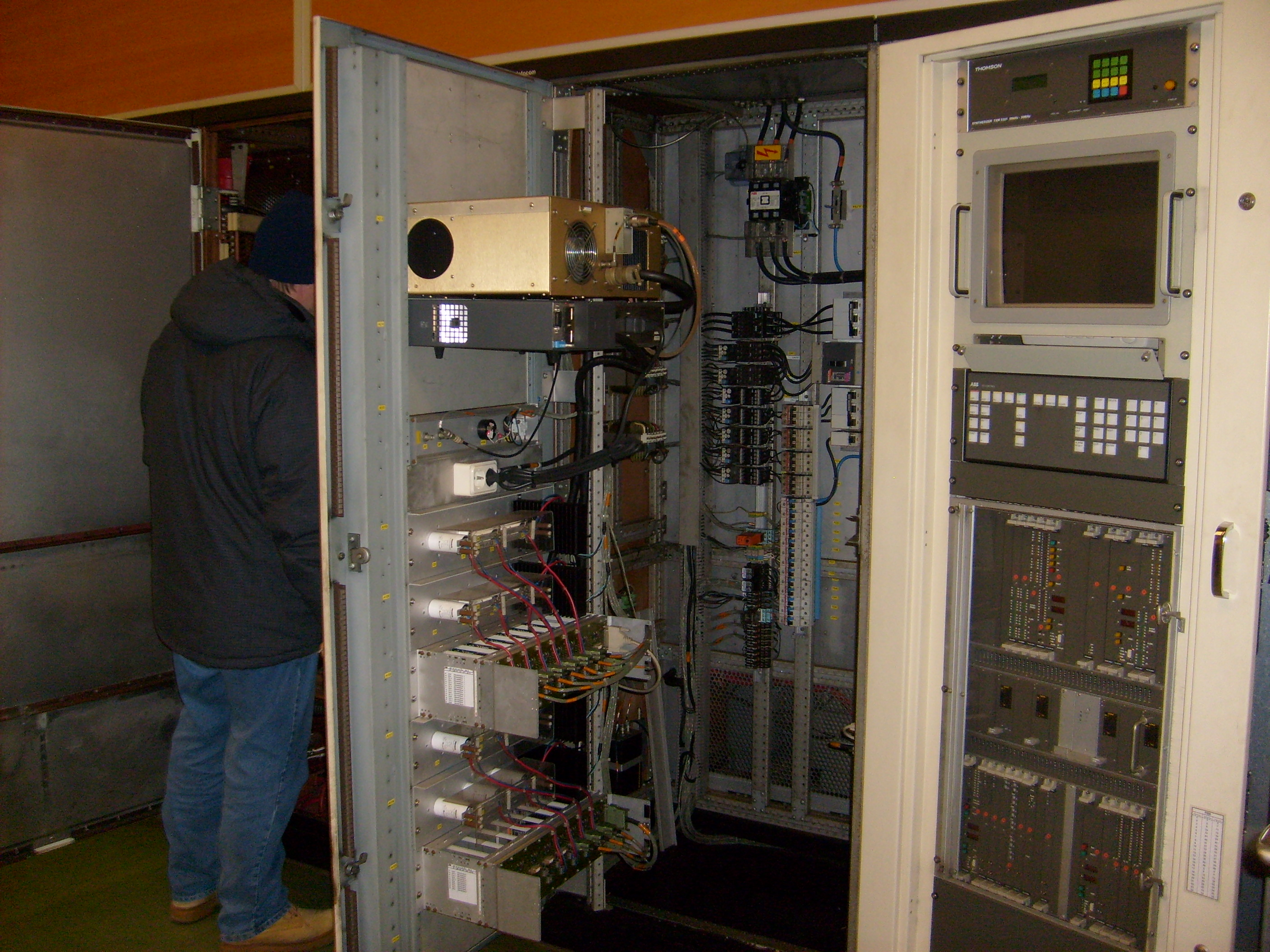
Öppen kortvågssändare av fabrikat ABB/Thales vid Hörby kortvågsstation.

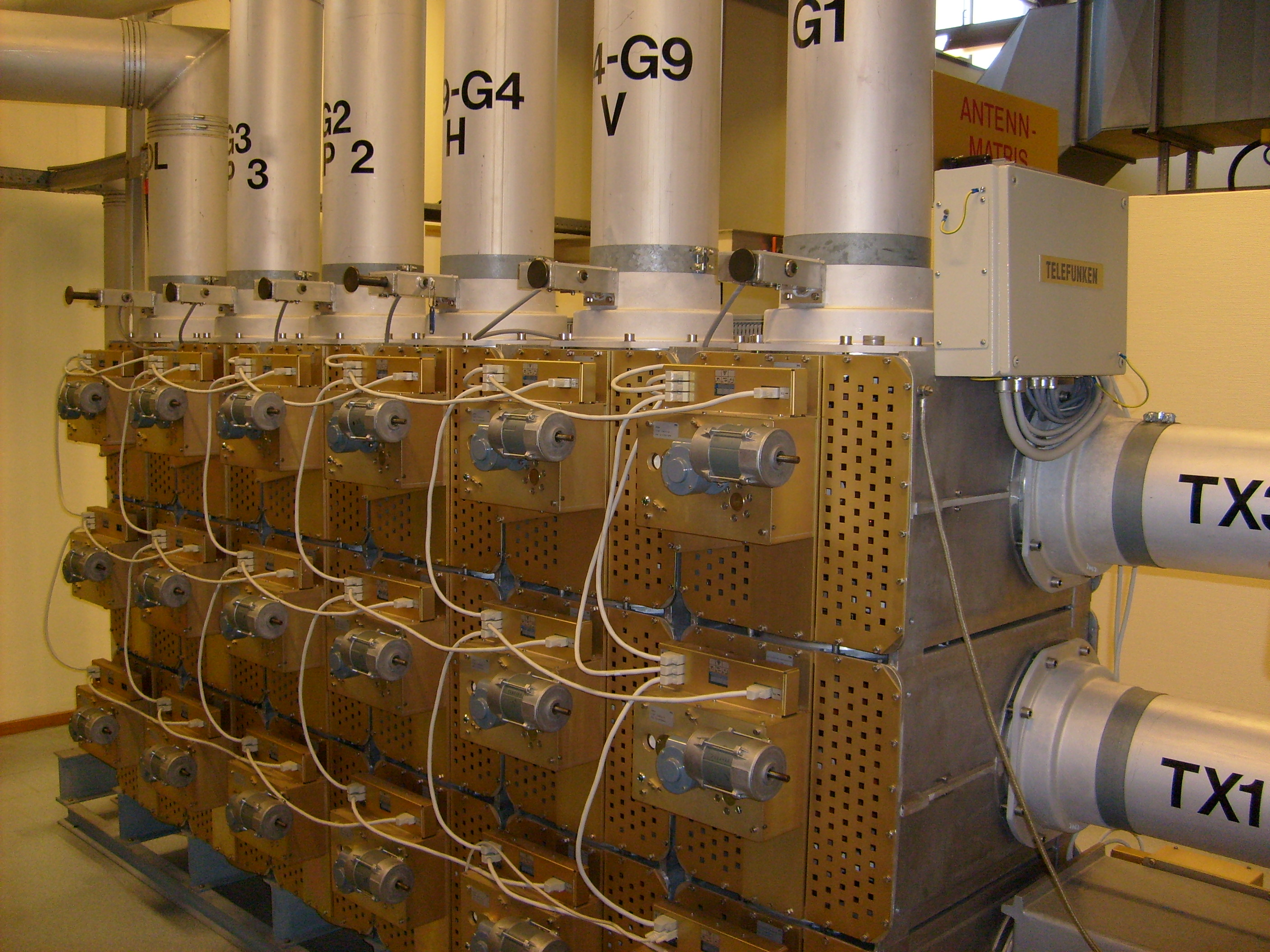
Antennmatris vid Hörby kortvågsstation.

Hörby kortvågsstation utanför Hörby var Sveriges enda radiostation för rundradiosändningar på kortvågsfrekvenser efter att kortvågssändningarna från Motala upphört. Den användes fram till 30 oktober 2010 främst för att sända Sveriges Radio Internationals utlandsprogram till svenskar i utlandet.

## Historia

### Kortvåg
Kortvågssändningarna kom inte igång officiellt förrän 8 maj 1952, då de överflyttades från Motala långvåg. Då hade reguljära försökssändningar pågått sedan 15 januari 1952. I Motala fanns två sändare på vardera 12 kW. I Hörby två med vardera 100 kW. I Hörby fanns sju riktantenner som bars upp av sju 100 meter höga master och en 45 meter hög mast. Riktantennerna var så kallade gardinantenner bestående av 16 dipoler. Dessa gav en antennvinst av ca 20dBi (en effektvinst av ca 100 gånger i sändningsriktningen). Riktantennerna användes främst för lyssnare utanför Europa. För lyssnare i Europa användes en omniantenn som bars upp av 4 stycken 45 meter höga master. I Hörby fanns även 4 rombantenner samt en sändare för enkelt sidband på 8 kW för telefon- och telegraftrafik över Atlanten.
| Grader        | Område                         | Våglängder år 1953 | Våglängder år 1969        |
| ------------- | ------------------------------ | ------------------ | ------------------------- |
| 325           | Nordamerika                    | 25,25 meter        | 25,61 och 19,58           |
| 295           | Nordamerika                    | 25,25 och 31,46    | 13,83 och 25,61 och 50,05 |
| 235           | Sydamerika                     | 19,80 och 25,63    | 25,61                     |
| 183           | Afrika                         | 19,80              | 13,82 och 19,67           |
| 145           | Mellersta östern, östra Afrika | 19,80 och 31,46    | 13,82 och 16,87 och 25,27 |
| 98            | Västra Asien                   | 19,80              | 19,67 och 25,24 och 13,83 |
| 50            | Östra Asien                    | 19,80 och 25,25    | 25,38 och 31,15 och 30,72 |
| rundstrålande | Europa                         | 49,22              | 31,15 och 49,43           |

I slutet av 1960-talet inköptes två nya kortvågssändare från Thomson, vilka installerades i början på 1970-talet. De ersatte de två redan vid inköpet lätt begagnade Marconi-sändarna från sent 1940-tal. Verkningsgraden låg på cirka 50 %. Efter 20 års drift började de ta slut, och togs ur drift då det fanns polyklorerade bifenyler i isoleringen. De skrotades officiellt, men en hamnade till slut som reservdelssändare hos NRK:s kortvågsstation i Fredrikstad, och den andra hamnade i Gambia.
År 1992 installerades tre moderna och energisnålare sändare med bättre verkningsgrad (cirka 70 %), tillverkade av schweiziska Thales.
Alla rundradiosändningar från Sverige på kortvåg upphörde 31 oktober 2010.

#### Språk
År 1953 skedde sändningar på svenska, engelska, tyska, franska, spanska och portugisiska.
År 1969 skedde sändningar på svenska, engelska, ryska, tyska, franska, spanska och portugisiska.

### Mellanvåg
Den första sändaren i Hörby var en liten 10 kW-sändare i Karlsfält, cirka 3 kilometer väster om nuvarande stationsområde. Antennen var en T-antenn uppspänd mellan två 40 meter höga master. Den var i drift från 1928 till 1937, då de nuvarande lokalerna stod färdiga med en ny 100 kW mellanvågssändare från Telefunken. Antennen var en vertikalantenn och utgjordes av en 127 meter hög mast. Stationsbyggnaden uppfördes 1937, och arkitekt var Carl Åkerblad. Mellanvågssändaren användes fram till 1947, eftersom det var svårt att få fram nya rör och andra reservdelar under kriget. En ny sändare på 100 kW installerades från Standard Electric & Cables Ltd i Storbritannien. Anledningen till förläggningen av just mellan- och kortvågssändare till Hörby var att man ville komma så långt ifrån det störande norrskenet som möjligt, och komma så nära Centraleuropa som möjligt.
Mellanvågssändaren i Hörby fick gå med konstgjord andning under flera år fram tills Sölvesborg mellanvågsstation togs i drift 1985. Sändaren skrotades omedelbart efter nedläggningen. Mellanvågsmasten fälldes och skrotades våren 1985. Den gamla sändaren från 1937 hade fått stå kvar som reserv, och finns numera på ett museum i Königs Wusterhausen i Tyskland.

### Television
År 1959 byggdes en 320 meter hög mast som var Europas högsta. Denna kom att användas för en 100 kW TV-sändare och två 60 kW radiosändare på FM-bandet.

## Tekniska data
Kortvågsstationen hade tre Thales-sändare på 500 kW vardera installerade 1992 och hade ett frekvensomfång på 5800–26100 kHz. Antennparken bestod av nio gardinantenner i riktningarna 70, 150, 190, 250 och 290 grader samt en logperiodisk antenn som var vridbar 0–360 grader. Det fanns ytterligare en vridbar logperiodisk antenn på en 60 m hög fackverksmast intill den södra gardinantennen G1, men den blåste ned under en vinterstorm 1999 och antennen uppfördes aldrig på nytt. Stationen var bemannad på kontorstid, övrig tid var den fjärrstyrd. Från Hörby fjärrstyrdes även mellanvågssändaren i Sölvesborg.
I början av april 2011 revs antennparken helt och hållet eftersom man ansåg det utsiktslös att hitta någon ny hyresgäst som kunde sända lika mycket som Radio Sweden. Kortvågssändarna köptes av Radio Netherlands International, RNW, och monterades ned under våren 2011 för ett nytt liv i 5–6 år till vid RNW:s sändaranläggning på Madagaskar.